# Gladiolus oreocharis
Gladiolus oreocharis là một loài thực vật có hoa trong họ Diên vĩ. Loài này được Schltr. miêu tả khoa học đầu tiên năm 1896.